# Belisana
Belisana är ett släkte av spindlar. Belisana ingår i familjen dallerspindlar.

## Dottertaxa tillBelisana, i alfabetisk ordning[1]
- Belisana airai
- Belisana akebona
- Belisana amabilis
- Belisana ambengan
- Belisana anhuiensis
- Belisana aninaj
- Belisana apo
- Belisana australis
- Belisana banlakwo
- Belisana bantham
- Belisana benjamini
- Belisana bohorok
- Belisana davao
- Belisana dodabetta
- Belisana doloduo
- Belisana erawan
- Belisana fiji
- Belisana floreni
- Belisana flores
- Belisana forcipata
- Belisana fraser
- Belisana freyae
- Belisana gedeh
- Belisana gyirong
- Belisana hormigai
- Belisana inthanon
- Belisana jimi
- Belisana junkoae
- Belisana kaharian
- Belisana kendari
- Belisana ketambe
- Belisana keyti
- Belisana khaosok
- Belisana khaoyai
- Belisana khieo
- Belisana kinabalu
- Belisana leclerci
- Belisana leumas
- Belisana leuser
- Belisana limpida
- Belisana mainling
- Belisana marena
- Belisana marusiki
- Belisana nahtanoj
- Belisana nomis
- Belisana nujiang
- Belisana phurua
- Belisana pianma
- Belisana pranburi
- Belisana ranong
- Belisana ratnapura
- Belisana rollofoliolata
- Belisana sabah
- Belisana sandakan
- Belisana sarika
- Belisana scharffi
- Belisana schwendingeri
- Belisana sepaku
- Belisana strinatii
- Belisana sumba
- Belisana tambligan
- Belisana tauricornis
- Belisana wau
- Belisana yadongensis
- Belisana yanbaruensis
- Belisana yap
- Belisana zhangi